# Estación Pintados
Pintados fue una estación de ferrocarril chilena ubicada en la Región de Tarapacá, a 30 km al sureste de la capital Iquique. Adquirió notoriedad al ser la cabecera del ferrocarril Longitudinal Norte y el Ferrocarril de Iquique a Pintados y en su alrededor se conformó un poblado que en la actualidad se encuentra abandonado.

## Historia
La estación entró en funcionamiento en 1893, cuando fue inaugurado el tramo del Ferrocarril Salitrero de Tarapacá (FCS) entre San Antonio y Lagunas. Según Santiago Marín Vicuña la estación se encuentra a 877 m s. n. m.
En 1913 entró en operaciones el tramo del ferrocarril Longitudinal Norte que fue construido entre Pintados y Baquedano, por lo que en los años posteriores la estación se convirtió en la terminal de dicha línea y combinación entre ambos sistemas, de modo que se podía continuar hacia Zapiga y Pisagua mediante un cambio de tren al poseer ambos sistemas trochas diferentes. En 1928, con la construcción del Ferrocarril de Iquique a Pintados, las líneas construidas por el Estado se extendieron hasta la estación Iquique, si bien eran operadas de forma separada hasta 1957.
La estación dejó de prestar servicios cuando finalizó el transporte de pasajeros en la antigua Red Norte de la Empresa de los Ferrocarriles del Estado en junio de 1975. Las vías del Longitudinal Norte fueron traspasadas a Ferronor y privatizadas, mientras que la estación fue abandonada.